# Pokémon Crystal
Pokémon Crystal (jap. ポケットモンスター クリスタル Poketto Monsutā Kurisutaru) – gra typu RPG wyprodukowana przez Game Freak oraz wydana w roku 2000 i 2001 przez Nintendo na konsolę GameBoy Color, osadzona w świecie pokémon, w dwóch rejonach – Johto i Kanto. Jest zaktualizowaną wersją gier Pokémon Gold i Silver. Sprzedano 3.75 milionów egzemplarzy gry na całym świecie.

## Fabuła
Na wyspie Johto w niewielkim mieście New Bark Town bohater wybiera jednego z trzech pokémonów znajdujących się w laboratorium Profesora Elma: Chikorita, Totodile oraz Cyndaquil. Po zdobyciu jednego z nich gracz rusza w dalszą drogę. Zaraz po wizycie u Mr.Pokémon, od którego bohater dostaje tajemnicze jajo (mystery egg), dzwoni Profesor, z prośbą o wizytę u niego. Po drodze odbywa się walka z tajemniczym czerwonowłosym chłopakiem, który, jak się później okazuje, ukradł drugiego pokémona z laboratorium profesora. Po tej historii wyszło na jaw, że postać ta staje się oponentem bohatera gry i w dodatku marzy o zostawaniu największym trenerem pokémon po to, aby dorównać graczowi pod względem siły i umiejętności posiadanych pokémonów. Może się pojawić, gdy gracz ukończy kilka etapów gry, wtedy jego przeciwnik zazwyczaj staje z nim do walki. Gdy przegrywa, nigdy się nie poddaje i może nadal pracować nad poprawianiem parametrów swoich pokémonów.

## Rozgrywka
Gdy gracz pokona wszystkich liderów znajdujących się na wyspie Johto, udaje się do New Bark Town, skąd odbywa podróż wodną do drogi w rejonie Kanto. Później musi trafić na ligę pokémonów w Indigo Plateau, w której ma za zadanie walczyć ze wszystkimi liderami grupy Elite Four. Jeżeli bohater zdoła ich pokonać, kończy się gra, a potem gracz po raz kolejny rozpoczyna przygodę w New Bark Town, gdzie udaje się do laboratorium profesora Elma, aby otrzymać od niego kartę S.S.Aqua na przejazd statkiem znajdującym się w Olivine City oraz prowadzącym do Vermilion City w Kanto. Kiedy bohater dotrze do nowego miasta (Vermilion City), rozpoczyna wędrówkę po sąsiedniej wyspie.
Do pokonania jest 16 liderów (z czego 8 znajduje się w Johto, a drugie 8 w Kanto), 5 liderów grupy Elite Four, Kanto Challenge (liderzy z gier Pokémon Red i Blue), a na samym końcu czeka walka z Redem, znanym z poprzednich części serii. Wszystkie te wyzwania czynią grę drugą najdłuższą grą Pokemon. Dłuższymi są jedynie gry Pokémon HeartGold i SoulSilver, w których dodatkowo mamy jeszcze Battle Frontier i ponowną walkę z liderami.

## Pokémony
W grze znajduje się 251 różnych Pokémonów, z czego 224 mogą być złapane przez gracza za pomocą pokéball'i o odmiennym rodzaju. Wśród pokémonów można spotkać 28 znanych z poprzednich części, a 27 z nich można wymieniać z grami: Pokémon Red i Blue oraz Pokémon Yellow.